# Fermió pesant
En física de l'estat sòlid, els fermions pesants són materials formats per un tipus específic de compostos metàl·lics que tenen una capacitat calorífica a baixa temperatura el terme lineal és fins a mil vegades més gran que el valor esperat en la teoria d'electrons lliures. El comportament de fermions pesants es va trobar en compostos metàl·lics de terres rares i actínids a molt baixes temperatures (inferiors a 10 K) en una àmplia varietat d'estats incloent metàl·lic, superconductor, aïllant i estats magnètics.
Les propietats dels compostos fermiònics pesants deriven dels oribitales f parcialment plens dels ions dels elements abans esmentats, que es comporten com moments magnètics localitzats. Alguns exemples són el metall CECU  6  i els superconductors Liv  2  O  4 , UBE  13 , CEAL  3  i CECU  2  Si  2  2.
El nom  fermió pesant  prové del fet que la conducció d'electrons en aquests compostos metàl·lics es comporta com si els electrons (un tipus de fermió) tinguessin una massa efectiva fins a mil vegades superiors a la dels electrons lliures. Aquesta gran massa efectiva també es reflecteix en la gran contribució a la resistivitat de dispersió electró-electró a través de la relació de Kadowaki-Woods.